# Drosera omissa
Drosera omissa ist eine fleischfressende Pflanzenart aus der Gattung Sonnentau. Sie gehört zu den Zwergsonnentauen und wurde 1906 von Ludwig Diels erstbeschrieben.

## Beschreibung
Drosera omissa ist eine kleine, ausdauernde, krautige Pflanze mit feinem, faserförmigen Wurzelwerk. Die rosettenförmig wachsende Art erreicht einen Durchmesser von 15 bis 30 Millimeter und eine Höhe von zwei bis fünf Millimeter.
Die aus Nebenblättern gebildete, mit Härchen besetzte Knospe ist eiförmig gefranst, 3 bis 3,5 Millimeter hoch und 2,5 bis 3 Millimeter im Durchmesser. Das einzelne Nebenblatt ist 4 bis 5 Millimeter lang und 3 bis 4 Millimeter breit, dreilappig, der Mittellappen ist in drei Abschnitte geteilt, der mittlere mit drei Schlitzblättchen, die seitlichen Lappen haben an den inneren Rändern vier bis fünf Schlitzblättchen.
Die Blattspreiten sind umgekehrt eiförmig, 3,5 bis 4 Millimeter lang und 1,5 bis 2 Millimeter breit. Am Ansatz sind die Blätter grün, zum Ende hin werden sie bronzefarben oder sie sind vollständig rot oder bronze. Die Blattstiele sind annähernd linear, sich leicht verjüngend, im Querschnitt stark abgeflacht-dreieckig, 4 bis 6 Millimeter lang, 0,4 bis 0,8 Millimeter breit, am äußersten Punkt auf 0,3 bis 0,6 Millimeter verjüngt und mit zahlreichen, winzigen Drüsen besetzt.
Die Blütenstandsachse ist mit Blütenstand 25 bis 45 Millimeter, ohne 20 bis 25 Millimeter lang und spärlich mit gestielten Drüsen besetzt. Der Blütenstand ist ein Wickel, die Blütenstiele sind 2,5 bis 3 Millimeter lang und verlängern sich bei der Reifung der Frucht nicht. Die Tragblätter sind ahlen- bis fadenförmig und mit Drüsenhaaren besetzt. An den Blütenständen stehen sechs bis zwölf Blüten. Die 2,0 bis 2,3 Millimeter langen und 0,8 bis 1,3 Millimeter breiten Kelchblätter sind „schmal eiförmig“ bis eiförmig. Die umgekehrt-eiförmigen bis keilförmigen Kronblätter sind pink bis weiß mit grauer Mittelrippe und grünem Ansatz, 4 bis 6 Millimeter lang und 3,5 bis 6,5 Millimeter breit.
Die Staubbeutel sind hellgelb, Pollen gelb. Der Fruchtknoten ist breit umgekehrt-eiförmig, 0,7 Millimeter lang und mit 0,8 bis 0,9 Millimeter Durchmesser. Die drei bis vier Narben sind scheibenförmig und hellgrün bis gelb.
Die im Zentrum gebildeten Brutschuppen sind „breit eiförmig“, am Ansatz einlappig, am Ende abgeflacht, einen Millimeter lang, 0,9 Millimeter breit und 0,6 Millimeter dick.

Verbreitung von D. omissa in Australien

## Verbreitung, Habitat und Status
Drosera omissa wächst im südwestlichen Western Australia in einem großen Gebiet von der Westküste (Kalbarri, Perth) bis in den Wheatbelt. Sie gedeiht dort auf Sand- und Lateritböden.
Die Art ist häufig, von einer Gefährdung wird nicht ausgegangen.

## Systematik
Drosera omissa wurde 1906 von Ludwig Diels erstbeschrieben, ist ein Zwergsonnentau und gehört als solcher zur Sektion Bryastrum in der Untergattung Drosera. Im Rahmen seiner Arbeiten über die Sektion hat Allen Lowrie mit Neville Marchant 1992 die Art als Unterart von Drosera nitidula eingestuft. Eine zugleich von ihm beschriebene Art Drosera ericksoniae stellte sich jedoch anlässlich einer Revision des Drosera nitidula-Komplexes 2007 als identisch mit dem Holotyp von Diels’ Drosera omissa heraus und wurde daher als Synonym eingestuft. Die von Lowrie und Marchant als Unterart von Drosera nitidula eingestufte Pflanze war jedoch nicht identisch mit Diels Drosera omissa und wurde daher als Drosera patens neu beschrieben.
In der Natur bestehen auch einige Hybriden:
- Drosera omissa x occidentalis. Diese Pflanzen wachsen am Rand von Lake Badgerup und Lake Jandabup in der Gegend von Wanneroo.

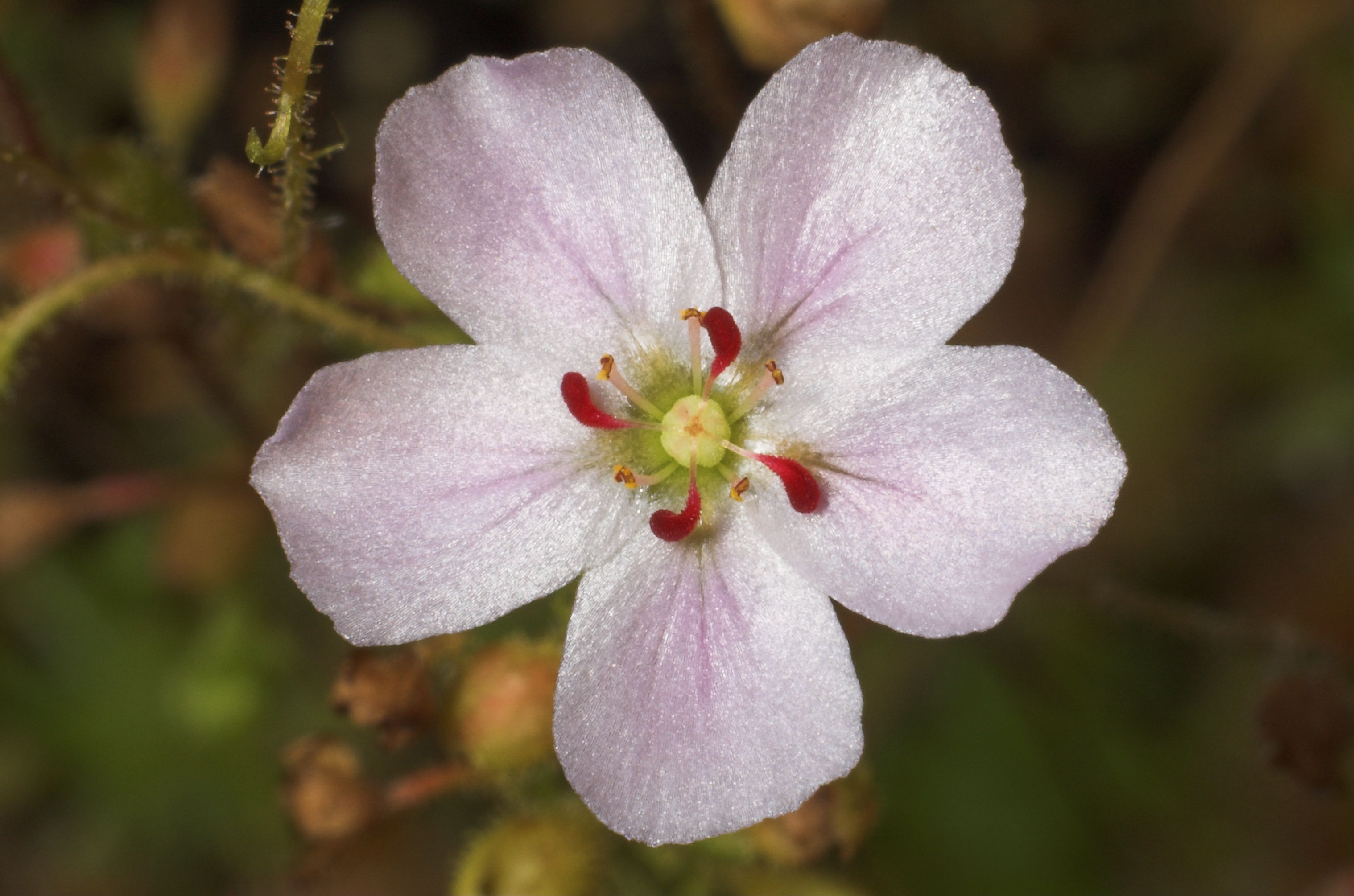
Drosera omissa x pulchella, Blüte

- Drosera omissa x pulchella. Diese Pflanzen wachsen ebenfalls in der Gegend von Wanneroo und sind steril. Die bestehenden Kolonien haben sich nur aus Brutschuppen vermehrt.